# Vlokslakken
Vlokslakken (Aeolidiidae) zijn een familie van weekdieren uit de klasse van de Gastropoda (slakken).

## Geslachten
- Aeolidia Cuvier, 1798
- Aeolidiella Bergh, 1867
- Anteaeolidiella M. C. Miller, 2001
- Baeolidia Bergh, 1888
- Berghia Trinchese, 1877
  - = Millereolidia Ortea, Caballer & Espinosa, 2004
  - = Milleria Ortea, Caballer & Espinosa, 2003
- Bulbaeolidia Carmona, Pola, Gosliner & Cervera, 2013
- Cerberilla Bergh, 1873
  - = Fenrisia Bergh, 1888
- Limenandra Haefelfinger & Stamm, 1958
- Spurilla Bergh, 1864
- Zeusia Korshunova, Zimina & Martynov, 2017

## Nomen dubium
- Digitobranchus Risbec, 1937

## In Nederland waargenomen soorten
- Genus: Aeolidia
  - Aeolidia filomenae - (Gekrulde vlokslak)
  - Aeolidia papillosa - (Grote vlokslak)
- Genus: Aeolidiella
  - Aeolidiella alderi - (Gekraagde vlokslak)
  - Aeolidiella glauca - (Kleine vlokslak)
  - Aeolidiella sanguinea - (Verborgen vlokslak)